# Préfecture de Mbadjini-Est
La préfecture de Mbadjini-Est  (chef-lieu : Foumbouni) est une subdivision de la Grande Comore. Elle se compose de trois communes :  Itsahidi, Domba, Pimba.

## Villes et Villages
Itsahidi (en shiKomori)
- Foumbouni (Fumɓuni)
- Koimbani (Kwamɓani)
- Malé (Male)
- Midjendjeni (Midjendjeni)
- Ourovéni (Uropveni)
- Ndzouani (Ndzuani)
- Chindini (Shinɗini)
- Simamboini (Sima-ya-Mbwani)
- Dzahadjou (Dzahadjuu)
- Mohoro
- Nyoumadzaha-Mvoumbari (Nyuma Dzaha - Mvumbari)

Domba (en shiKomori)
- Bandamadji
- Bandandaoueni
- Tsinimoipangga (Tsini-mwa-Panga)
- Oungoni (Ungoni)
- Pidjani

Pimba (en shiKomori)
- Simboussa (Simɓusa)
- Inane
- Ngambeni (Nyambeni)
- Bandamadji-Lakouboini (BandaMadji-la-Kuɓwani)
- Dar-salama
- Mlali Badjini (Mlali-wa-Kudju)
- Ngnouma Milima (Nyuma Milima)
- Nkourani Mkanga (Nkurani-ya-Mkanga)
- Didjoni
- Kové (Kopve)